# Feuersteinbergwerk von Olten und Wangen
Das Feuersteinbergwerk bei Olten und Wangen bei Olten war ein grosses steinzeitliches Bergbauareal zur Gewinnung von Feuerstein in der Schweiz. Das archäologisch nachgewiesene Abbaugebiet erstreckt sich über mehrere Hektaren beidseits der Grenze zwischen der Stadt Olten und der Gemeinde Wangen bei Olten. 
Von den bisher bekannten Feuersteinbergwerken in der Schweiz war der Fundort bei Olten wegen der grossen Ausdehnung der nahe an der Bodenoberfläche liegenden silexführenden Felsschicht aus Malmkalk wohl besonders ertragreich. Feuerstein wurde an dieser Stelle im Zeitraum von 6000 bis 2000 vor Christus gewonnen. Ursprünglich war vermutlich an über den Boden aufragenden Felsen und Felsrücken eine an Silexknollen reiche Schicht sichtbar, die zuerst an der Oberfläche ausgebeutet und später durch Stollen unter dem Boden aufgeschlossen wurde.
In der landwirtschaftlich genutzten Flur in der Mitte des Gebiets liegen noch heute zahlreiche Abschläge und Splitter von Feuerstein auf der Bodenoberfläche. Im bewaldeten Bereich des Bergwerkareals auf dem Boden der Stadt Olten, im Areal mit dem Flurnamen Chalchofen, sind Spuren von Pingen oder Einstiegsschächten zu sehen.

## Forschungsgeschichte
Am Kalchofenweg in Olten  beobachtete der Oltner Urgeschichtsforscher Theodor Schweizer (1893–1956) beim Bau eines Privathauses im Jahr 1922  künstliche Gruben und Bodenvertiefungen, in denen er Silexknollen, Abschläge und Hirschgeweihhacken fand. Er interpretierte den Befund bereits als steinzeitliches Bergwerk.
1934 stiess der Gymnasiallehrer Leo Fey aus Olten nördlich des ersten Fundorts auf eine zwei Meter tiefe Höhle mit angrenzenden Stollen, in denen wiederum zahlreiche Silexknollen lagen. 
1971 kamen an der Dorfstrasse in Wangen bei Olten beim Bau einer Garage im anstehenden Felsen Hohlräume zum Vorschein, in denen die Archäologen bei einer Untersuchung Skelettreste von mehreren Personen aus der Steinzeit fanden.
Im Winter 2009/2010 untersuchte die Kantonsarchäologie Solothurn vor einem Bauprojekt am Kalchofenweg mehrere Stollen des Silexbergwerks. Neben Tausenden von Silexplittern fanden die Ausgräber Fragmente von Hirschgeweih, die als Werkzeug zum Abbau des Kalksteins gedient hatten.
In der 40 Jahre früher entdeckten Fundstelle in Wangen bei Olten führte die Kantonsarchäologie Solothurn im Winter 2010/2011 wegen eines Bauprojekts eine weitere Untersuchung durch. Es zeigte sich, dass die beobachtete Felsformation in jüngerer Zeit durch Bodenarbeiten verkleinert worden war. Die Archäologen legten acht in den Fels abgetiefte Schächte von mehreren Metern Tiefe und verzweigte Stollen wenige Meter unter der Oberfläche frei. An den Wänden der ausgebrochenen Schächte und Stollen waren noch zahlreiche Feuersteinknollen zu sehen. In den Auffüllungen der Gruben kamen grosse Mengen von Silexabfall und mehrere Schlaghämmer aus Geröll zum Vorschein. 
200 Meter südöstlich der bisher bekannten Bergwerksbereiche wurde beim Bau der Umfahrungsstrasse von Olten um 2010 die silexführende Gesteinsschicht in der Nähe der Dünnern erneut angegraben.

## Handel mit Silexgeräten aus Olten
Auf der 2011 untersuchten Felsoberfläche in Wangen bei Olten lag ein steinzeitlicher Schlagplätze, auf dem die aus dem Boden geholten Feuersteinknollen grob bearbeitet worden waren. Schlagabfall befand sich auch in mehreren durch Prospektion nachgewiesenen steinzeitlichen Siedlungen in der Umgebung von Olten, zum Beispiel am Fundort Dickenbännli in Olten. Feuersteingeräte aus Olten kommen in steinzeitlichen Fundorten in einem grossen Teil der Schweiz vor, zum Beispiel am Zürichsee, am Bieler- und am Neuenburgersee und im Wallis.